# Amita Kuttner
Amita Kuttner (North Vancouver, 4 de diciembre de 1990) es una persona profesional de la astrofísica y de la política canadiense. Es la primera persona transgénero y la primera de ascendencia del este de Asia en liderar un partido federal en Canadá. Fue líder en funciones del Partido Verde de Canadá del 24 de noviembre de 2021 al 19 de noviembre de 2022. Kuttner se presentó por primera vez para un cargo en las elecciones federales de 2019, buscando un escaño en la Cámara de los Comunes en la candidatura  de los Verdes, a lo que siguió una carrera por el liderazgo del Partido Verde en 2020 después de las elecciones.

## Biografía
Kuttner se identifica como persona no binaria, transgénero y pansexual, y usa los pronombres they/them (elle) y he/him (él). Kuttner nació en el norte de Vancouver. Su madre, Eliza Kuttner (de soltera Chiu), era profesora de informática en Capilano College e  inmigrante de Hong Kong. Su padre, Michael Kuttner, emigró a Canadá desde el Reino Unido. Se graduaron en un programa de inmersión en francés.
En 2005, su madre murió en un desastre natural cuando un deslizamiento de tierras se desplomó por la ladera oeste del río Seymour sobre la casa de la familia. Su padre sobrevivió pero sufrió heridas graves y luego demandó al distrito por descuidar los programas de seguridad en torno a los deslizamientos de tierra. Kuttner estaba en un internado en California cuando ocurrió el desastre, y sufrió trastorno de estrés postraumático.

## Trayectoria
Kuttner asistió a la Universidad de California en Santa Cruz (UCSC), donde se doctoró en astronomía y astrofísica y estudió los agujeros negros en el universo temprano con Anthony Aguirre. Formó parte del grupo de Mujeres en Física y Astronomía y cofundó el grupo 314 Action de la universidad, que trata de elegir más científicos para cargos públicos en Estados Unidos.
Junto con otros 20 científicos, Kuttner firmó una carta publicada en la revista Science en apoyo a los jóvenes manifestantes contra el cambio climático, declarando que «aprobamos y apoyamos su demanda de una acción rápida y contundente».
Kuttner cofundó el Moonlight Institute, una organización sin ánimo de lucro cuyo objetivo es explorar marcos para adaptarse a la crisis climática. En abril de 2021, participó como ponente en Solve Climate by 2030, un acto celebrado en la Universidad Metropolitana de Toronto.

## Carrera política
Durante las elecciones federales canadienses de 2019, Kuttner defendió la candidatura del Partido Verde para la circunscripción Burnaby North— Seymour, terminando en cuarto lugar, con el 9,59 por ciento de los votos, casi duplicando el voto verde de las elecciones de 2015. También desempeñó el cargo de Portavoz de Ciencia e Innovación del Partido Verde desde septiembre de 2018 hasta febrero de 2020.
Kuttner se presentó a las elecciones al liderazgo del Partido Verde de 2020. Durante la campaña, se negó a celebrar actos de recaudación de fondos con la exlíder Elizabeth May, alegando que la oferta de ayuda para recaudar fondos no aborda otras desigualdades sistémicas en la carrera. Terminó en sexto lugar, por eliminación en la cuarta ronda con el 7,32% de los votos. En 2021, declaró al Toronto Star que habían presentado una queja oficial ante el consejo federal del partido por la transfobia y el racismo  experimentado durante la carrera, como enfrentarse a insultos durante actos del partido en Internet.
Tras la dimisión de Annamie Paul, el consejo federal del Partido Verde nombró a Kuttner líder en funciones el 24 de noviembre de 2021. Con 30 años fue la persona más joven en liderar un partido político federal, así como la primera persona transgénero y de origen asiático oriental.
En una rueda de prensa una semana después de su nombramiento, Kuttner dijo que quería iniciar el proceso de crecimiento y sanear el partido. El partido había publicado un informe que indicaba que estaba en riesgo de insolvencia y estaba considerando cerrar su oficina en Ottawa. El partido había perdido 499 afiliados desde julio de 2021, y 6.259 militantes en el mismo periodo. Kuttner reconoció que el conflicto interno sobre el liderazgo de Annamie Paul había afectado a las donaciones. El informe culpaba a las negociaciones sobre la salida de Annamie Paul como líder del partido de importantes costes legales. En una entrevista concedida a los medios de comunicación en diciembre de 2021, Kuttner afirmó que la situación financiera del partido se estaba «encarrilando» y estaba «dando la vuelta», señalando la recaudación de fondos, incluida la de la asamblea general virtual del partido celebrada una semana antes.
Los estatutos del partido exigen que las elecciones a la dirección para elegir a un líder permanente comiencen en los seis meses siguientes al nombramiento de un presidente en funciones y concluyan en los dos años siguientes a su nombramiento. Kuttner ha dicho que no desea ser  líder permanente. En diciembre de 2021, Kuttner dijo que creía que debería haber un "período más largo antes de lanzar un concurso de liderazgo permanente, y luego una carrera de liderazgo corta".
En septiembre de 2022, se refirieron a  Kuttner con pronombres femeninos en una llamada de Zoom del Partido Verde relacionada con la elección de liderazgo. Kuttner afirmó que el uso de pronombres femeninos le hizo sentir como una persona herida y aislada y además reflejaba un patrón más amplio de comportamientos que unos pocos en el partido estaba perpetuando. Posteriormente, la presidenta del partido, Lorraine Rekmans, dimitió, afirmando que se la había culpado injustamente de la confusión de género.